# Усенко, Матвей Алексеевич
Матвей Алексеевич Усенко (9 августа 1898, дер. Пришиб, Славяносербский уезд, Екатеринославская губерния — 12 мая 1943, район города Бобров, Бобровский район, Воронежская область) — советский военный деятель, Генерал-майор (1940 и 1943 годы).

## Начальная биография
Родился 9 августа 1898 года в деревне  Пришиб Славяносербского уезда Екатеринославской губернии.
Имел двух братьев — Архипа и Андрея, служивших в рядах царской армии и потом бежавших на Дон. Архип, у которого было инженерное образование, вскоре занял руководящую должность на Луганском тепловозостроительном заводе, а Андрей стал партийным деятелем.

## Военная служба

### Первая мировая и гражданская войны
В феврале 1917 года был призван в Русскую императорскую армию и направлен в Харьковский 4-й уланский полк, дислоцированный в городе Острогожск. В июле рядовым дезертировал из полка. В ноябре того же года вступил в Луганский красногвардейский отряд, после чего принимал участие в боевых действиях против войск Центральной Рады, а затем — против войск под командованием генерала П. Н. Краснова, а также германских частей.
В мае 1918 года призван в ряды РККА, после чего служил красноармейцем, командиром отделения и взвода в составе 12-го партизанского полка (4-я партизанская дивизия), а также командиром эскадрона 1-го кавалерийского полка (42-я стрелковая дивизия) и принимал участие в боевых действиях против войск под командованием генералов А. И. Деникина и П. Н. Врангеля, а также формирований под командованием Н. И. Махно. В ходе боёв на Перекопском перешейке был ранен. За боевые заслуги был награждён двумя орденами Красного Знамени РСФСР (Приказы Революционного военного совета Республики № 57 в 1921 году, № 116 в 1922 году).
С июля 1921 года, находясь на должности командира эскадрона, принимал участие в боевых действиях против вооруженных формирований под командованием Ю. О. Тютюнника, А. Г. Волынца, Левченко, атамана Каменюка и других на Украине.

### Межвоенное время
С сентября 1922 года служил в 9-й Крымской кавалерийской дивизии на должностях командира эскадрона 50-го кавалерийского полка, помощника командира эскадрона 52-го и 51-го кавалерийских полков, командира взвода, вновь помощника командира и командира эскадрона 50-го кавалерийского полка. В 1924 году окончил курсы усовершенствования комсостава при 2-м кавалерийском корпусе, дислоцированном в Умани.
В 1926 году направлен на учёбу на краснознамённые кавалерийские курсы усовершенствования командного состава, находившиеся в Новочеркасске, после окончания которых с 1927 года служил на тех же курсах на должностях инструктора 1-го разряда и командира кавалерийского эскадрона.
В октябре 1928 года направлен на учёбу на подготовительные курсы при Военно-политической академии имени Н. Г. Толмачёва, после окончания которых с 1929 года учился в Военной академии имени М. В. Фрунзе, после окончания которой в мае 1932 года назначен на должность заместителя начальника отдела боевой подготовки штаба Московского военного округа, в феврале 1933 года — на должность командира и комиссара 63-го кавалерийского полка (1-я отдельная особая кавалерийская бригада), в июле 1935 года — на должность помощника командира Отдельной особой кавалерийской дивизии, в июле 1937 года — на должность командира этой дивизии, а в июле 1938 года — на должность инспектора кавалерии Дальневосточного фронта, после чего принимал участие в боевых действиях у озера Хасан. В октябре того же года назначен на должность командира 31-й кавалерийской дивизии (1-я Отдельная Краснознамённая армия).
В декабре 1939 года Усенко направлен на учёбу в Академию Генштаба РККА.

### Великая Отечественная война
23 июня 1941 года генерал-майор М. А. Усенко назначен на должность командира 1-го воздушно-десантного корпуса (5-я армия), который принимал участие в боевых действиях в ходе приграничного сражения, а затем — в Киевской оборонительной операции, во время которой 19 сентября попала в окружение. 23 сентября Усенко был ранен в районе дер. Пятигоровцы и вскоре вышел из окружения во главе группы бойцов и командиров численностью около 200 человек. Затем был назначен на должность заместителя командующего 26-й армией.
В декабре 1941 года назначен на должность командира 2-го кавалерийского корпуса, который, не закончив формирование, перешёл в наступление, в ходе которого освободил ряд населённых пунктов Зарайского района, однако из-за отсутствия взаимодействия с соседями, поддержки авиации и танков не сумел удержать занимаемые позиции и был вынужден отступить, потеряв при этом убитыми более 5 тысяч человек, 13 танков, 109 орудий и миномётов, за что в апреле 1942 года Военный трибунал Южного фронта осудил М. А. Усенко к 10 годам ИТЛ без поражения в правах с отсрочкой исполнения наказания до окончания боевых действий, а приказом НКО от 16 мая того же года воинское звание было снижено до полковника.
22 июня 1942 года назначен на должность командира 226-й, а в августе — на должность командира 76-й стрелковых дивизий, которые вели боевые действия в составе 21-й армии Юго-Западного фронта. С декабря того же года состоял в распоряжении командующего войсками Донского фронта, и 23 декабря того же года был назначен на должность командира 343-й стрелковой дивизии. За мужество, проявленное в боевых действиях с противником, приказом НКО СССР № 65 от 2 мая 1943 года пункт приговора о лишении воинского звания «генерал-майор» был отменен.
12 мая 1943 года Матвей Алексеевич Усенко в районе города Бобров погиб при наезде машины на мину. Похоронен в городе Бобров (Воронежская область).

## Награды
- Два ордена Красного Знамени (1921, 1922);
- Орден Александра Невского;
- Медаль «XX лет Рабоче-Крестьянской Красной Армии».

## Память
М. А. Усенко упоминался второстепенным героем книги А. П. Листовского «Конармия».